# Несс, Элиот
Эллиот Несс (англ. Elliot Ness, 1903—1957) — специальный агент министерства финансов, которому удалось посадить гангстера Аль Капоне в тюрьму на 11 лет.

## Биография
Эллиот Несс родился в Чикаго в семье норвежских эмигрантов.
В школе учился хорошо, много читал. Ещё в детстве Эллиот всегда стоял за справедливость и был предельно честным.
После окончания школы он поступил в Чикагский университет на факультет бизнеса и права. В 1925 году окончив университет стал работать кредитным инспектором. Однако, вскоре вновь вернулся в университет чтобы изучить курс криминологии. В 1927 году поступает на работу в Казначейство. Тогдашний президент США Герберт Гувер приказал покончить с Аль Капоне. Эту работу должно было выполнить Министерство финансов. Её поручили молодому Нессу.
После нескольких серьёзных неудач, которые были вызваны коррупцией в чикагских правоохранительных структурах, Несс понимает, что нужно собрать свою команду людей. В октябре 1929 года он получает разрешение на создание специальной группы. Сначала в ней было 50 человек, но затем осталось всего 9. Команда Эллиота была очень молодой. Все её члены были не старше 26-ти лет, но все были великолепными стрелками, а некоторые умели первоклассно ставить жучки и досконально знали взрывчатку. Несс также умел пускать «дым в глаза». Он много разговаривал с журналистами о том, что планирует делать, и когда будет следующая операция, а на самом деле Элиот и другие спецслужбы накапливали материал на Альфонсо Капоне.
Перелом всей операции случился тогда, когда Элмер Айри выяснил, что через подставные фирмы Капоне купил роскошный дом в Майами для своей жены. Также в руки федеральных агентов попали бухгалтерские книги мафиози. Элиот и Айри поняли, что Капоне можно посадить за неуплату налогов с помощью этих самых книг. «Неприкасаемым» удалось также уговорить бухгалтеров Капоне, чтобы те дали показания против своего босса.
В 1931 году Эллиоту Нессу и его «Специальному объединению», которое журналисты назвали «Неприкасаемыми» или «Неприкосновенными», за особые полномочия, которые зачастую противоречили законам США, удалось посадить Аль Капоне за решетку. Но главного они так и не достигли, а именно все «сбережения» Капоне были переведены на счета  подставных фирм.
После этого Эллиот продолжал свою службу как в Чикаго, так и в других городах. Например, в Кливленде (штат Огайо) он посадил в тюрьму почти всех кливлендских мафиози и бандитов, а известный гангстер Мо Далитц перенёс свой бизнес из штата Огайо в штат Кентукки. Итак, всего за 6 лет работы в Кливленде, который был коррумпирован не меньше, чем Чикаго, Эллиот Несс превратил его в один из самых безопасных городов Америки. Потом Несс работал в Вашингтоне, а в 1942 году вышел на пенсию. В награду за преданную службу он получил небольшую пенсию и наградные часы. Примечательно то, что после 1931 года Несс не получал ни единого повышения.
В 1942 году однажды утром, после долгой ночной попойки в местной гостинице, он не справился с управлением, и его машина, выехав на встречную полосу, столкнулась с другим автомобилем. В итоге никто серьезно не пострадал, но Несс, опасаясь потерять работу, попытался замять происшествие. Когда же одна из газет раскрыла его причастность, он принял решение уйти в отставку.
Умер Эллиот Несс 16 мая 1957 года, так и не дожив до выхода в свет книги «Неприкасаемые».

## После смерти
После выхода в свет книги «Неприкасаемые» Эллиот Несс стал национальным героем Америки как принципиальный борец за справедливость. Уже через год после его смерти в Америке вышел сериал про команду Эллиота Несса, а в 1987 году — фильм Брайана Де Пальмы «Неприкасаемые», где роль Несса исполнил Кевин Костнер. В сериале «Приключения молодого Индианы Джонса» молодого Несса сыграл Фредерик Уэллер. В седьмом сезоне  сериала «Сверхъестественное» Эллиот Несс (роль исполнил Николас Лиа) был представлен как охотник за нечистью, очистивший Кливленд от вампиров. В 2015 году вышла компьютерная игра в стиле нуар Blues and Bullets, где главным героем выступает Эллиот Несс. В 2016 году Элиот Несс появляется в сериале «Легенды завтрашнего дня». В 2017 году в сериале «Вне времени» Эллиота Несса сыграл Миша Коллинз.
«Рождение мафии: Чикаго» —  документальный игровой телесериал 2016 года, производства США, о преступной империи известного гангстера Аль Капоне. В 4-й серии появляется персонаж Эллиот Несс, сыгранный Робином Керром.
Эллиот Несс является одним из ключевых персонажей мюзикла «Al Capone», где его роль исполнил Брюно Пельтье.